# Секст Помпей
Секст Помпе́й (лат. Sextus Pompeius Magnus Pius; близько 67 до н. е. — 35 до н. е.) — римський воєначальник і державний діяч часів громадянської війни в Стародавньому Римі.

## Життєпис

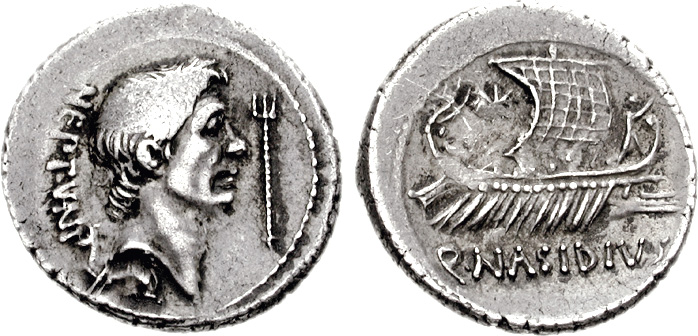
Денарій Секста Помпея

Син Гнея Помпея Великого та Муції Терції. Брат Гнея Помпея Молодшого.
Після загибелі батька бився проти Юлія Цезаря в Африці. Програвшри битви при Мунді втік на Сицилію. Після вбивства Цезаря у 44 до н. е. за пропозицією Марка Антонія прийняв командування римським флотом, проте потім вступив у конфлікт з другим тріумвіратом, захопив Сицилію і зайнявся піратством. У 43 до н. е. був оголошений Другим тріумвіратом поза законом.
Неодноразово перемагав армію Октавіана, але у 36 до н. е. його флот був розбитий Агріппою.
У 35 до н. е. втік у Малу Азію, але був схоплений у Мілеті легатом Октавіана та страчений.